# Torso
Torso er en anatomisk betegnelse for den centrale del af menneskekroppen, hvor hoved, arme og ben ikke er inkluderet.